# 岡山県渋川青年の家
岡山県渋川青年の家（おかやまけんしぶかわせいねんのいえ）は、岡山県玉野市にある研修施設。岡山県内の小学生が「海の学習」として利用する。

## 概要
- 岡山県内の小学校の多くがこの施設で「海の学習（海事研修）」を行うほか、県外の学校や一般の利用者も受け入れている[2]。
- 2017年度より、全室にエアコンが完備されている。

## 歌
海事研修の歌
作詞：鳥越強・作曲：新田左武郎

## アクセス
〒706-0028 岡山県玉野市渋川2-7-1

### 車でのアクセス
岡山市中心部から
国道30号線、427号線経由で約50分
瀬戸中央自動車道児島ICから
国道430号線経由で約20分

### 公共交通機関
JR岡山駅・岡山駅前（2番のりば）から
「特急バス（瀬戸内マリンホテル行き）」で約70分
渋川（マリンホテル）バス停下車 徒歩5分
JR宇野駅・宇野駅前から「特急バス（瀬戸内マリンホテル行き）」バスで約30分
渋川バス停下車 徒歩5分
JR瀬戸大橋線・児島駅前（4番のりば）から
「王子ヶ岳線・宇野駅行き」バスで約30分
渋川バス停下車 徒歩5分